# Bluefields (Jamaika)

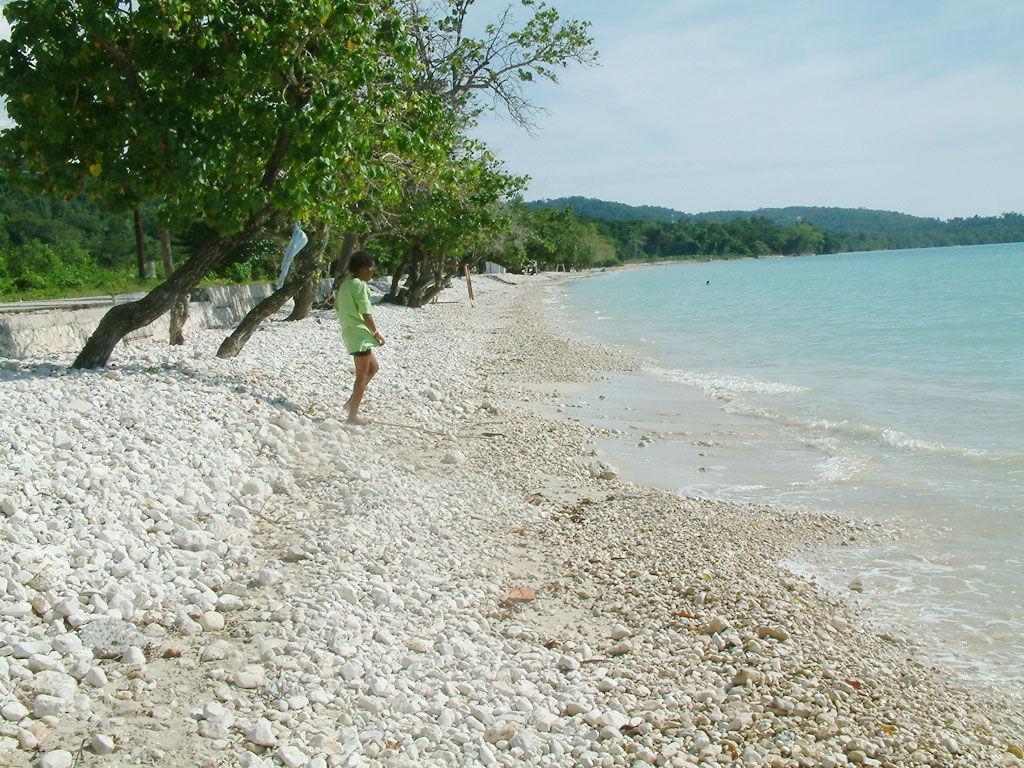
Bluefields Beach, Jamaika. Blick nach Osten vom Anfang des Strandes, der an den Strandpark grenzt. (2005)

Bluefields ist eine Landstadt im Südwesten von Jamaika. Die Stadt befindet sich im Landkreis (Parish) Westmoreland im County Cornwall. Im Jahr 2010 betrug die Einwohnerzahl 2826 Menschen.

## Geschichte
Bluefields ist eine der drei ältesten Siedlungen auf Jamaika. Christoph Kolumbus ging hier 1494, während seiner zweiten Entdeckungsreise, erstmals an Land. Er nannte den Küstenabschnitt Oristan. Unter demselben Namen wurde 1519 von spanischen Seefahrern an diesem Ort eine Siedlung errichtet. Nach Sevilla Nueva war es die zweite spanische Siedlung auf der Insel. Bluefields hatte einen der am stärksten geschützten Ankerplätze Jamaikas und liegt am Fuß eines Gebirges. Daher wurden der Ort und sein ca. ein Kilometer langer Sandstrand seit seiner Gründung hauptsächlich von Piraten genutzt. 1655 wurde Oristan von britischen Soldaten erobert und bekam seinen heutigen Namen Bluefields. Im Jahr 1670 kam der Freibeuter Henry Morgan nach Bluefields und nutzte den Ort als Sammelpunkt für seine Flotte, mit der er 1671 Panama eroberte. William Bligh, ein britischer Seeoffizier und Gouverneur von New South Wales, lebte ab 1793 im Bluefields Great House. Dort pflanzte er auch die ersten Brotfruchtbäume der Insel. Bekannt wurde Bligh vor allem durch die Meuterei, auf dem unter seinem Befehl stehenden Schiff HMAV Bounty und durch die nachfolgende, ca. 3.600 Seemeilen lange Fahrt im offenen Boot von Osten Polynesiens bis zur Insel Timor. Im 18. Jahrhundert wurde Bluefields wegen seines erfolgreichen Zuckeranbaus als „Die reichste Zuckerdose von Jamaika“ bezeichnet. Auf Landkarten aus dieser Zeit erscheint der Ort genau so wichtig wie die Hauptstadt Kingston. Heute ist der Strand von Bluefields unter dem Namen Bluefields Beach Park ein bekannter Touristenort auf der Insel.